# Adventures of the Imagination
Adventures of the Imagination es el segundo álbum de estudio del guitarrista alemán Michael Schenker, publicado en el año 2000 por el sello Shrapnel Records. Fue producido tanto por él como por el dueño de mencionado sello, Mike Varney.
Con el apoyo del sello Shrapnel, Michael contrató a los músicos Aynsley Dunbar en la batería y a John Onder en el bajo, con los cuales el álbum alcanzó mayor complejidad en las composiciones y un gran apoyo de la crítica especializada.

## Lista de canciones
Todas las canciones escritas por Michael Schenker.

| N.º | Título                             | Duración |  |
| 1.  | «Achtung Fertig, Los!»             | 4:40     |  |
| 2.  | «Open Gate»                        | 3:32     |  |
| 3.  | «Three Fish Dancing»               | 14:01    |  |
| 4.  | «Michael Schenker Junior»          | 1:54     |  |
| 5.  | «Aardvark in a WW Smoking a Cigar» | 13:46    |  |
| 6.  | «I Want to Be with You»            | 2:39     |  |
| 7.  | «Old Man with Sheep on Mars»       | 6:15     |  |
| 8.  | «At the End of the Day»            | 3:58     |  |
| 9.  | «Hand in Hand»                     | 2:57     |  |

## Músicos
- Michael Schenker: guitarra eléctrica
- John Onder: bajo
- Aynsley Dunbar: batería